# Idoceras
Idoceras es un género de ammonites perisphictaceanos de la subfamilia Idoceratinae, de la familia Perisphinctidae. El género se conoce del Jurásico Superior, con una distribución muy extendida. Las conchas de Idoceras son evolutas, con un amplio ombligo; nervaduras fuertes, bifurcadas en lo alto de los flancos. La sutura más sencilla que en las de los  ejemplares de Ataxioceras que son similares.